# Gosan-ri
Gosan-ri (tiếng Hàn: 고산리) là một phân cấp hành chính, hoặc ấp, nằm ở Onyang, Ulju, Ulsan, Hàn Quốc. Nó nằm ở phía Tây của Đường cao tốc Busan–Ulsan và phía Đông của Samgwang-ri.

## Liên kết
- Trang chính thức Onyang (tiếng Hàn)